# Opération Leyenda
 (juillet 2024).
L’opération Leyenda (en espagnol le mot Leyenda veut dire légende) est le nom de code désignant l'opération lancée par la Drug Enforcement Administration (DEA) américaine au Mexique après l’assassinat d'Enrique Camarena, l'un de ses agents.

## Déroulement
Elle commença en avril 1985 et pris fin en avril 1989. Les objectifs de cette opération étaient d'amener devant les tribunaux les responsables du kidnapping, de la torture et de l’assassinat de l'agent Camarena ainsi que de démanteler le cartel de Guadalajara. L’opération Leyenda est une réussite qui a effectivement permis de démanteler le cartel de Guadalajara et de capturer son chef Miguel Ángel Félix Gallardo.
Bien que l’opération soit officiellement terminée, aujourd’hui la DEA américaine continue à vouloir appréhender Rafael Caro Quintero, l'un des commanditaires de l’assassinat de l'agent Camarena. Quarro-Cintero figure aujourd’hui encore parmi les 10 individus les plus recherchés par le FBI. La prime proposée début 2021 par le gouvernement américain pour toutes informations pouvant mener à son arrestation était de 20 millions de dollars démontrant que la DEA prend cette affaire extrêmement au sérieux.

## Dans la culture populaire
La première saison de la série Narcos: Mexico retrace les éléments ayants menés à l'assassinat de l'agent Enrique Camarena et se clôture par le lancement de l’opération Leyenda. La deuxième saison suit elle le déroulement de l’opération.